# Горьков, Дмитрий Анатольевич
Дмитрий Анатольевич Горьков (24 октября 1964, Москва, СССР) — советский и российский футболист, полузащитник.

## Карьера
Воспитанник московского «Локомотива», за который играл в 1982—1984 годах.
С 1985 по 1986 год играл за ФШМ, после чего вернулся в «Локомотив». Играл за «железнодорожников» на протяжении 7 лет. За «Локомотив» провёл 68 матчей и забил 5 мячей в чемпионате СССР, 44 матча и 8 забитых мячей в чемпионате России.
3 апреля 1992 года в матче против «Океана» дебютировал в чемпионате России. 2 мая того же года в матче против «Уралмаша» забил первый гол в высшей лиге.
В 1994 году перешёл в тунисский клуб «Этуаль дю Сахель», в составе которого уже в январе принял участие в розыгрыше Кубка обладателей кубков арабских стран. В данном турнире забил 3 мяча и дошёл до полуфинала, где уступили будущему победителю из Марокко.
В середине 1994 года вернулся обратно в «Локомотив». После второго ухода из клуба в 1995 года играл в составе ижевского «Газовика-Газпрома» и «Кузбасса» из Кемерово.
С 1999 года — на тренерской работе. Сначала работал в «Химках», выступавших в зоне «Центр» второго дивизиона, а в следующем сезоне — с любительской командой «Химок». С 2001 по середину 2003 — в московском «Титане», затем ещё два года был главным тренером в московской клубе «Пресня». В середине 2005 Горьков стал тренером московской СДЮШОР «Трудовые Резервы».
В 2007 возвратился в московский «Локомотив» — в качестве тренера спортшколы клуба. В 2010 занимал должность тренера «Локомотива-2», годом позднее — молодежной команды железнодорожников. Затем два года трудился в перовском отделении спортшколы «Локомотива».
В 2014—2015 — помощник главного тренера «Химок» Владимира Маминова.

## Достижения
- Бронзовый призёр чемпионата России 1994
- Финалист Кубка СССР 1990